# Bożena Kowalska
Bożena Kowalska (ur. 19 grudnia 1930 w Warszawie, zm. 22 czerwca 2023 w Brwinowie) – polska historyczka, krytyczka i teoretyczka sztuki. Odznaczona złotym medalem Zasłużony Kulturze Gloria Artis (2011), laureatka honorowej Nagrody Krytyki Artystycznej im. Jerzego Stajudy (2019).

## Życiorys
Studiowała historię sztuki na Uniwersytecie Warszawskim. Bezpośrednio po studiach, w sierpniu 1952, podjęła pracę w Centralnym Biurze Wystaw Artystycznych, gdzie trafiła dzięki znajomości z Armandem Vetulanim. Prowadziła tam Wydział Oświatowy. W 1974 uzyskała stopień doktora nauk humanistycznych.  
W latach 1974 - 83 wykładała na Podyplomowym Studium Scenografii przy Akademii Sztuk Pięknych w Warszawie, później prowadziła gościnnie wykłady w  Akademii Sztuk Pięknych w Norymberdze (1989) oraz w Akademii Sztuk Pięknych w Łodzi (1991/92).  
Uczestniczka Sympozjum Plastycznego Wrocław ’70.  
W latach 1972–2001 prowadziła „Galerię 72” w Chełmie. Stworzyła też udostępnioną w roku 1982 w chełmskim Muzeum Okręgowym kolekcję polskiej, a od 1985 też obcej, sztuki współczesnej (około 1500 eksponatów). Kuratorka wielu wystaw w Polsce i za granicą. Zainicjowała i prowadziła w ciągu 36 lat (1983 – 2018) Międzynarodowe Plenery dla Artystów Posługujących się Językiem Geometrii. W ich rezultacie powstały kolekcje sztuki geometrycznej w Chełmie, w Centrum Rzeźby Polskiej w Orońsku i w Mazowieckim Centrum Sztuki Współczesnej „Elektrownia” w Radomiu.  
Autorka książek o sztuce współczesnej, m.in. pierwszej  historii polskiej sztuki powojennej, "Polska awangarda malarska 1945-70" (wyd. drugie: 1945-80), a także monografii artystów, m.in.: Romana Opałki, Jana Berdyszaka, Henryka Stażewskiego, Kajetana Sosnowskiego, Mariana Bogusza, Wojciecha Fangora, Karla-Heinza Adlera (wydana w Berlinie), Janusza Orbitowskiego.  
Publikowała artykuły, eseje, rozprawy naukowe, szkice o sztuce i artystach w czasopismach krajowych i zagranicznych (łącznie około 1000 publikacji) oraz teksty krytyczne w katalogach wystaw. 
W 2013 roku została odznaczona złotym medalem Gloria Artis (2013.02.28), a w 2019 została honorową laureatką Nagrody Krytyki Artystycznej im. Jerzego Stajudy.

## Publikacje książkowe
- Edmund Bartłomiejczyk, Arkady, Warszawa 1963 (praca magisterska);
- Polska awangarda malarska 1945-1970; Szanse i mity, PWN, Warszawa 1975
- Roman Opałka, Kraków, 1976;
- Jan Berdyszak, Kraków, 1979;
- Twórcy - Postawy. Artyści mojej galerii, Kraków 1981;
- Sztuka w poszukiwaniu mediów, Warszawa 1985;
- Henryk Stażewski, Warszawa, 1985;
- Polska Awangarda malarska 1945-1980. Szanse i mity. Wydanie drugie, poszerzone i uzupełnione, Warszawa 1985;
- Od impresjonizmu do konceptualizmu. Odkrycia sztuki,  Arkady, Warszawa 1989;
- Maciej Szańkowski, Warszawa 1996;
- Roman Opałka. Wydanie drugie, uzupełnione, Kraków 1996;
- Kajetan Sosnowski - malarz niewidzialnych światów, Warszawa 1998;
- Józef Szajna i jego świat, Warszawa 2000;
- W poszukiwaniu ładu. Artyści o sztuce, Katowice 2001;
- Fangor - malarz przestrzeni, Warszawa 2001;
- 20 plenerów spod znaku geometrii, 2004.
- Adler. Auf der Suche nach Ordnung und Raum, Berlin 2004;
- Adam Myjak - rzeźbiarz mijającego czasu; Warszawa 2006;
- Przestrzenie Jerzego Kałuckiego, Kraków, 2006
- Marian Bogusz - artysta i animator, Pleszew 2007;
- Fragmenty życia. Pamiętnik artystyczny 1967-1973, Radom 2010;
- Twórcy - Postawy. Artyści mojej galerii, tom II, Warszawa 2015;
- Język geometrii - półwiecze przemian, Radom 2016;
- Twórcy - Postawy. Artyści mojej galerii, tom III, Warszawa 2017;
- Mieczysław Knut - ku transcendencji, Radom 2022;
- Janusz Orbitowski - poeta przestrzennych rytmów, Kraków 2022;

Ponadto ukazyły się pod redakcją Bożeny Kowalskiej dwie prace zbiorowe: Dzieje sztuki polskiej, Warszawa 1984, 1987 oraz Dzieje sztuki powszechnej, Warszawa 1986, 1990.